# Eveline Peleman
Eveline Peleman (25 de enero de 1993) es una deportista belga que compitió en remo. Ganó una medalla de oro en el Campeonato Mundial de Remo de 2014, en la prueba de scull individual ligero.

## Palmarés internacional
| Campeonato Mundial | Campeonato Mundial       | Campeonato Mundial | Campeonato Mundial      |
| Año                | Lugar                    | Medalla            | Prueba                  |
| ------------------ | ------------------------ | ------------------ | ----------------------- |
| 2014               | Ámsterdam (Países Bajos) | Medalla de oro     | Scull individual ligero |